# Brosella Folk & Jazz
 (janvier 2017).
Si vous disposez d'ouvrages ou d'articles de référence ou si vous connaissez des sites web de qualité traitant du thème abordé ici, merci de compléter l'article en donnant les références utiles à sa vérifiabilité et en les liant à la section « Notes et références ».
Le Brosella Folk & Jazz est un festival musical de plein air entièrement gratuit, organisé au théâtre de verdure de Bruxelles chaque second week-end de juillet depuis 1977. Brosella est le nom de Bruxelles au VIIe siècle.

## Le festival
La première édition du festival a eu lieu sous le nom de Brosella Folk en 1977 à l’initiative des autorités de la ville de Bruxelles, dans le but de réhabiliter le théâtre de verdure, à l’abandon. Dès 1981, une journée consacrée au jazz est organisée. La formule définitive est rapidement établie, une journée folk et une journée jazz complétées de diverses animations.
L’événement a la particularité de mêler différents genres musicaux et de proposer une programmation qui, au côté d’artistes confirmés, permet la découvertes de groupes moins connus.

## Le cadre
Créé dans le cadre de l’organisation de l’Exposition universelle de Bruxelles de 1935, le théâtre de verdure est un amphithéâtre semi-circulaire doté d'une excellente acoustique, situé à quelques dizaines de mètres de l’Atomium au cœur du parc d’Osseghem sur le site du Heysel. Durant l’Exposition universelle de 1958, ce lieu a de nouveau accueilli des représentations théâtrales et musicales avant d’être déserté durant près de vingt ans.